# Fiore fatale (Scene catalane)
Fiore fatale (Scene catalane) è un cortometraggio muto del 1909 diretto da Mario Caserini.

## Distribuzione
- Francia: settembre 1909, come "Fleur fatale"
- Germania: settembre 1909, come "Eine verhängnisvolle Blume"
- Italia: settembre 1909, come "Fiore fatale (Scene catalane)"
- Regno Unito: settembre 1909, come "A Fatal Flower"